# Eucalyptus deuaensis
Eucalyptus deuaensis är en myrtenväxtart som beskrevs av Boland och P.M.Gilmour. Eucalyptus deuaensis ingår i släktet Eucalyptus och familjen myrtenväxter. Inga underarter finns listade i Catalogue of Life.